# Anterus
Svatý Anterus (Anteros, Anter) byl 19. papežem katolické církve. Jeho pontifikát trval od 21. listopadu 235 do 3. ledna 236.

## Život
Anterus byl římským biskupem pouhých 43 dnů a o jeho životě existuje jen velmi málo zpráv. Jeho pontifikát spadá do doby vlády císaře Maximina Thráka. Uvádí se, že byl řeckého původu a jeho jméno by mohlo nasvědčovat tomu, že byl propuštěným otrokem. Podle Liber Pontificalis byl umučen, protože sbíral a archivoval potvrzená svědectví o případech pronásledování a mučení křesťanů.
Byl pohřben v papežské kryptě v Kalixtových katakombách v Římě. Jeho hrob se zlomky řeckého nápisu „ANTEROS EPI“ objevil italský archeolog Giovanni de Rossi v roce 1854.
Památku sv. Antera uctívá katolická církev v den jeho úmrtí 3. ledna a pravoslavná církev 18. srpna.